# ЛМ-68М
ЛМ-68М (71-68М) — советский четырёхосный трамвайный вагон, выпускавшийся Ленинградским трамвайно-механическим заводом с 1973 по 1988 год. Является дальнейшим развитием модели ЛМ-68.
Трамвайные вагоны ЛМ-68М эксплуатировались в Санкт-Петербурге, Архангельске, Магнитогорске, Нижнем Новгороде, Темиртау, Череповце.

## История
Эксплуатация ЛМ-68 показала низкий запас прочности у рамы и каркаса кузова. У некоторых вагонов после нескольких лет эксплуатации наблюдались отклонения от геометрии кузова в районе передней и задней площадок. В декабре 1972 было выдано техническое задание на разработку модернизированного вагона ЛМ-68М. В 1973 году под руководством Б. М. Кулакова был построен опытный вагон.
Конструкция кузова была значительно упрощена за счёт ликвидации выступающих частей на лобовых оконечностях передней и задней площадок и в районе средней двери, было ликвидировано крышевое остекление, увеличена высота боковых стекол и изменён угол их наклона. Вдоль крыши расположили пять вентиляционных люков, один из которых разместили над кабиной водителя. В салоне выровняли уровень пола, сидения установили на индивидуальные тумбы, внутри которых смонтировали нагревательные элементы, по типу вагонов КТМ-5М3. Изменения коснулись и подвагонного оборудования: подлежащее частому осмотру оборудование разместили вдоль бортов вагона. Для увеличения безопасности в электрические цепи вагона была введена блокировка движения вагона с открытыми дверями.

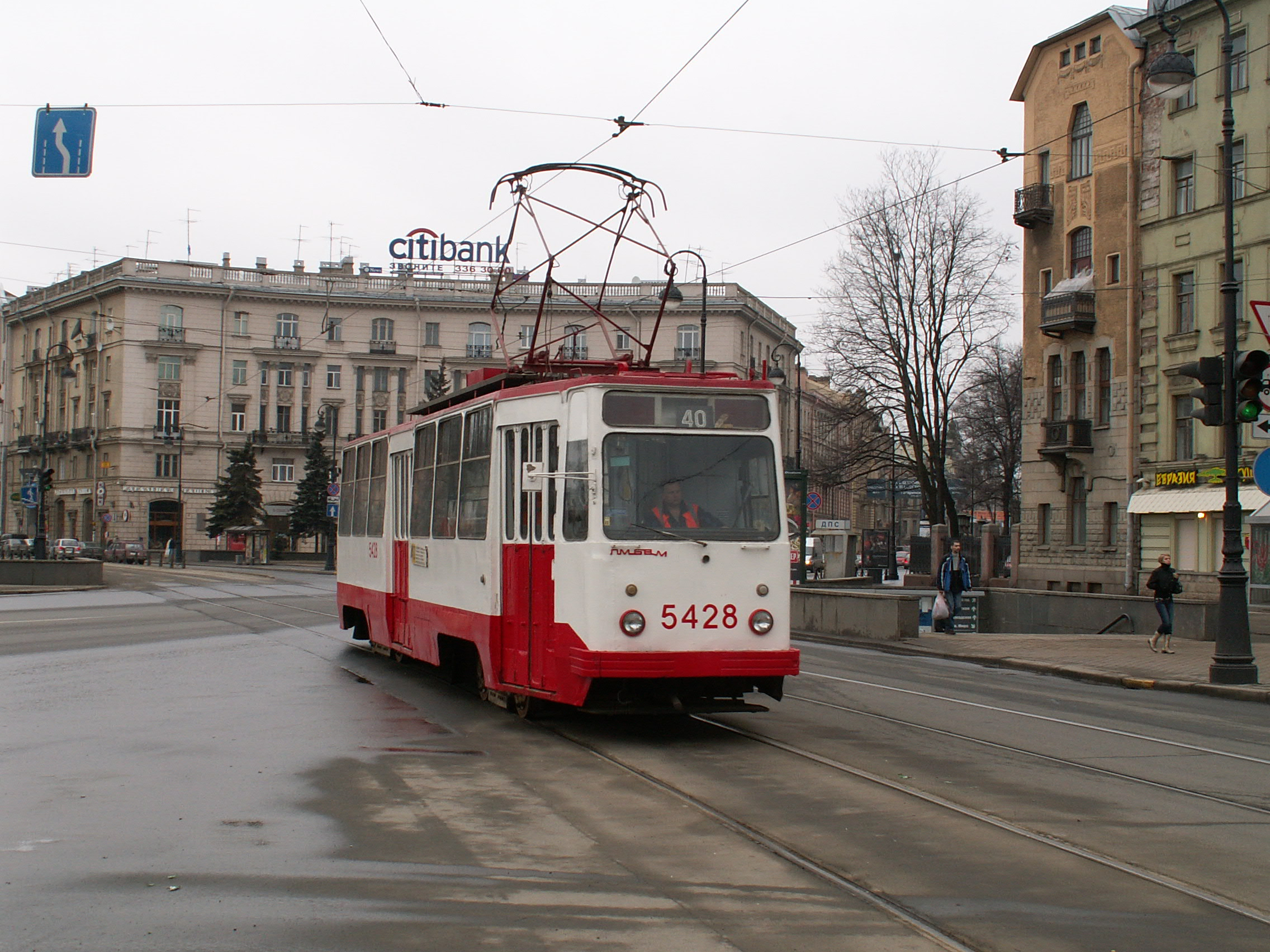
ЛМ-68М на Кронверкском проспекте. Санкт-Петербург

Опытный вагон в 1973 году поступил в трамвайный парк им. Смирнова. В 1974 было построено ещё 7 вагонов ЛМ-68М. Первые 4 вагона были оборудованы асимметричными однорычажными токоприёмниками завода СВАРЗ типа АА-38-925. Часть вагонов были сцеплены в поезда из двух вагонов по системе многих единиц. В августе 1975 межведомственная комиссия рекомендовала ЛМ-68М к серийному производству, и оно было начато в том же году. У вагонов с зав. № 10 сигналы поворота в лобовой части кузова стали устанавливать над фарами. Ориентировочно с зав № 25, на вагоны стали устанавливать софитные ящики в передней и задней частях вагона с отдельным стеклом (разделив торцевые стекла на две неравные части), люк фальшборта у мотор-компрессора стали выполнять с дефлекторами. Одновременно увеличилась величина форточек в салоне. В 1980 году была расширена задняя дверь за счёт ликвидации небольшого окна у задней стенки, был внесён ряд изменений в электрооборудование с целью повышения его надёжности, и изменена вентиляция тяговых двигателей. С 1986 года на части вагонов, а с 1987-го — на всех часть электрооборудования было перенесено из подвагонного пространства в шкаф, закрывший первое окно за кабиной водителя. Вагоны с заводскими номерами 1992 и 1994 в опытном порядке были оборудованы ТИСУ и сцеплены в поезд по системе многих единиц.

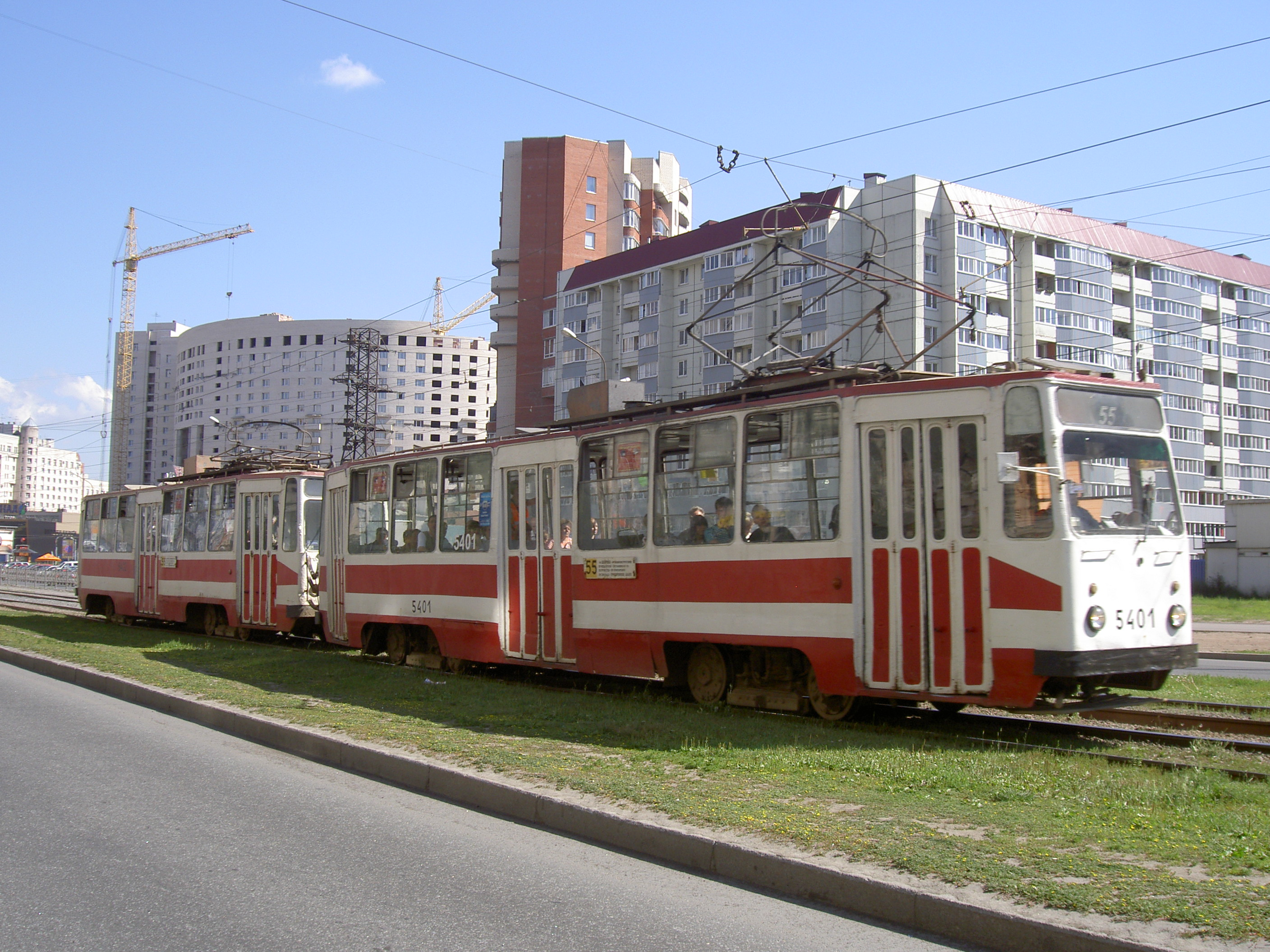
«Парник» — СМЕ из двух вагонов

В годы производства в связи с нехваткой комплектов электрооборудования, поставляемого московским заводом Динамо, часть вагонов передавалась заказчику без тяговых электродвигателей, пантографов и некоторых других узлов. Позднее вагоны дооборудовались на эксплуатационных предприятиях. На начало 1983 года в Ленинграде таких вагонов было 26 единиц. В том же году был сконструирован и построен опытный прицепной вагон типа ЛП-83, представляющий собой вагон ЛМ-68М без кабины, место которой заняла накопительная площадка, аналогичная задней. Вагон не содержал электрооборудования, за исключением цепей управления барабанно-колодочным тормозом. Вагон был направлен на испытания в трамвайный парк им. Скороходова. Испытания показали низкую надёжность тормозной системы и повышенное воздействие на путь необмоторенных тележек. Впоследствии таких вагонов не строили.
В 1988 году производство ЛМ-68М было прекращено в связи с серийным выпуском сочленённых вагонов ЛВС-86. Всего было выпущено 2108 односторонних вагонов ЛМ-68М. Из них 15 единиц поставлено в Архангельск, 13 в Темиртау, 3 в Горький и 3 в Череповец. На базе ЛМ-68М было выпущено большое количество различных вагонов специального назначения: рельсошлифовальные, вагоны-вышки контактной сети, песковозы и другие.
С 1993 по 2002 год на ПТМЗ проводился капитальный ремонт вагонов ЛМ-68М, в результате которого оборудование выносилось из-под пола в шкаф в салоне. Ряд вагонов был переделан под хозяйственные нужды. В частности большое количество — это грузовые самоходные вагоны (ГСВ). Часть оборудованы краном.

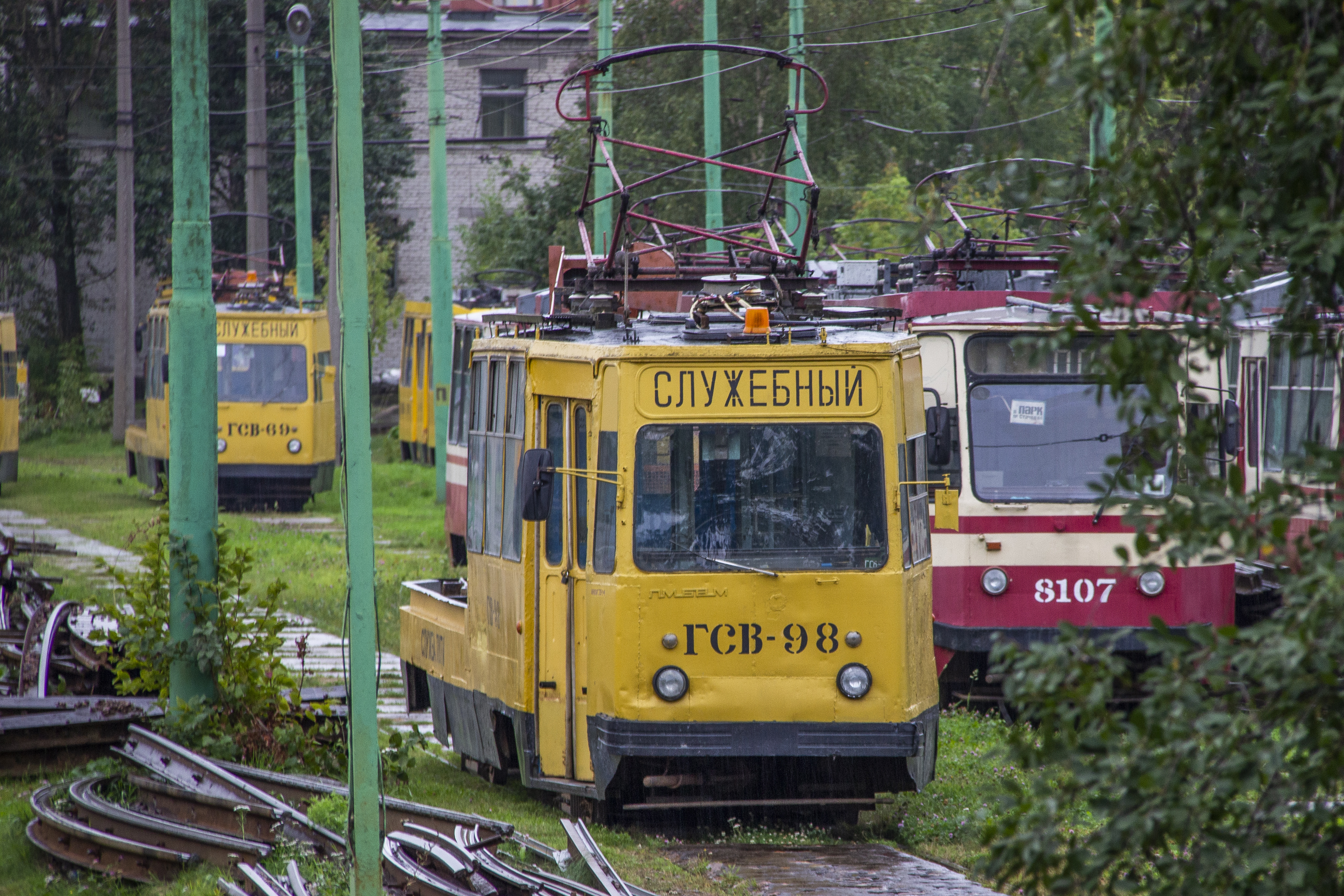
Грузовой вагон на базе ЛМ-68М

С мая 2012 года силами СПб ГУП «ГЭТ» произвоидилась модернизация вагонов, которые получали индекс ЛМ-68М2. В сентябре 2017 года отстранены от работы с пассажирами последние оригинальные ЛМ-68М. Часть из них была списана, часть отправлена на модернизацию или переоборудована в служебные.

## Технические подробности

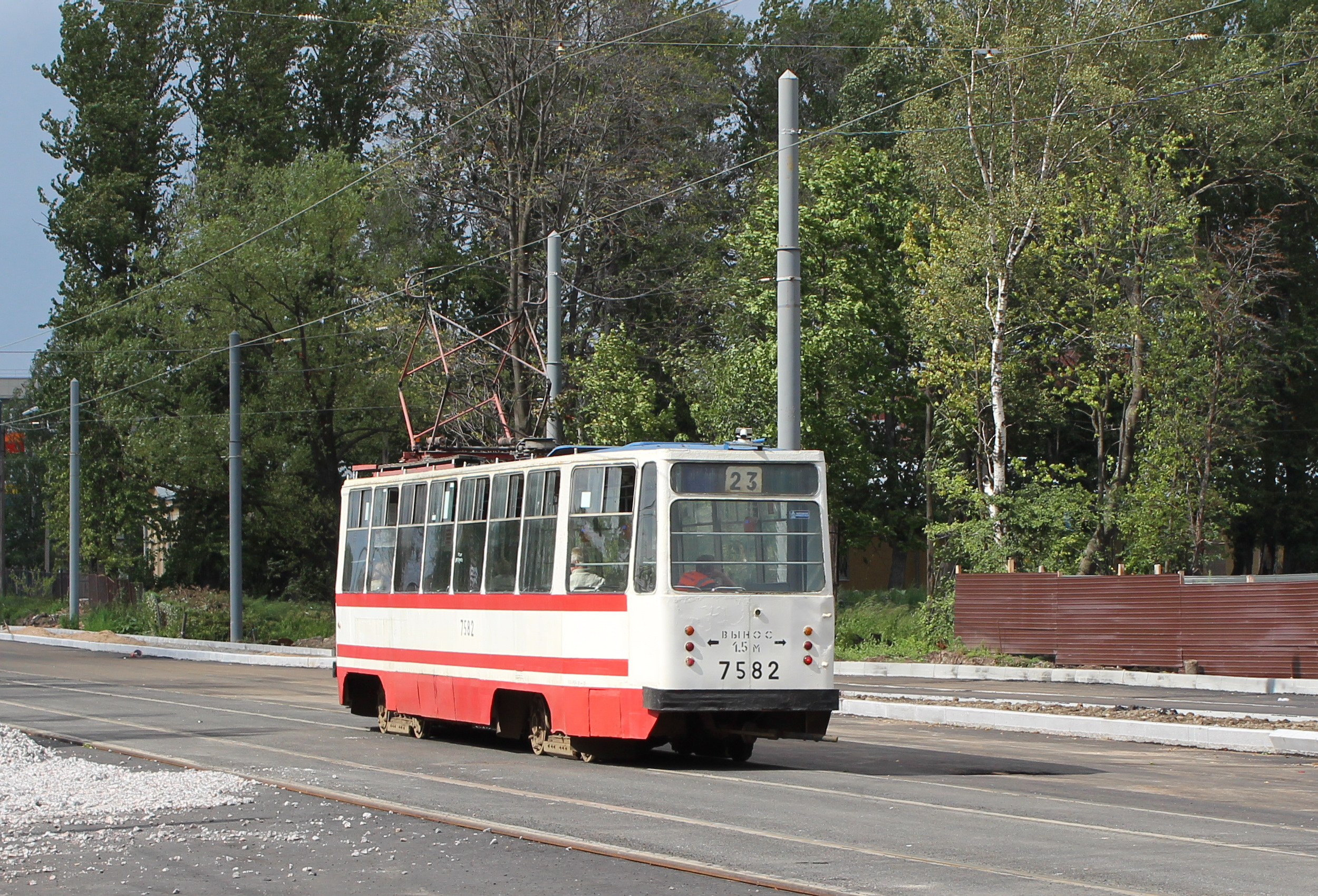
Вагон ЛМ-68М № 7582

Трамвайный вагон — четырёхосный, имеет цельнометаллический кузов со стальной сварной рамой и каркасом, обшитым стальными листами толщиной 2 мм. С внутренней стороны каркас и обшивочные листы защищены от коррозии и покрыты шумопоглощающей мастикой. Для внутренней обшивки стен и потолка применён слоистый пластик; пол выполнен из фанеры и сверху покрыт рифленым резиновым ковриком. В пассажирском салоне установлены два ряда мягких кресел: с одной стороны — одноместные, с другой — сдвоенные, и три билетные кассы. В кабине водителя, отделённой от салона перегородкой, сосредоточена вся аппаратура управления вагоном. Дверь в кабину — задвижная. В вагоне имеются три входные двери ширмового типа (первая и третья шириной 1330 мм, средняя 1700 мм, с 1980 года третья дверь шириной 1750 мм) с электропневматическим приводом и автоматическим открыванием из кабины водителя. Освещение вагона — 24 светильниками с лампами накаливания, отопление — воздухом от пускотормозных сопротивлений и электропечами с трубчатыми нагревательными элементами (ТЭНами); вентиляция — естественная.
На вагоне типа ЛМ-68М применены четыре тяговых двигателя последовательно-параллельного возбуждения типа ДК-259Г7 (позднее ДК-259Г3), которые подрессорены и подвешены на тележке к поперечным балкам. Редуктор — двухступенчатый. На вагоне установлен силовой многоступенчатый кулачковый контроллер типа ЭКГ-33Б, имеющий 17 позиций. Управление вагоном осуществляют при помощи кулачкового контроллера водителя КВ-42Г с 10 положениями главной рукоятки: 4 ходовые М,Х1-Х3, 5 тормозных Т1-Т4 и ТР и нулевая позиция. Питание цепи управления производится железно-никелевой аккумуляторной батареей, состоящей из 20 элементов типа ЖН-100 с номинальным напряжением 24 В; наряду с аккумуляторной батареей установлен генератор типа Г-731А с двигателем ДК-661А. На вагоне предусмотрены быстродействующие аппараты токовой защиты, реле для защиты электрической схемы от включения в случае отсутствия или недостаточности по величине напряжения, а также разрядники для молниезащиты. В кабине установлен выключатель групп тяговых двигателей типа ОМ-23Б. Вагон оборудован электродинамическим, механическим и электромагнитным рельсовым тормозами. Механический тормоз с пневматическим приводом срабатывает при истощении электродинамического торможения (для дотормаживания) или при отказе служебного электродинамического тормоза.
Кузов вагона опирается на две тележки мостового типа. Центральное подвешивание кузова выполнено в виде двойных спиральных пружин и резино-металлических элементов. Колесные пары имеют подрезиненные бандажи с двумя резино-металлическими дисками.
Пневматическое оборудование вагона используется в качестве привода рычажно-тормозной системы, для открывания и закрывания дверей, опускания подвагонной сетки, подачи звуковых сигналов, для управления реверсором ПР-759В, стеклоочистителями и песочницами. Пневматическая система разделена на магистрали высокого давления и низкого давления. Питание воздушной системы производится при помощи компрессора типа ЭК-4.

### Характеристики
Модернизированный вагон модели ЛМ-68М2:
- Длина, мм — 15 500
- Ширина, мм — 2550
- Высота, мм — 3150
- База тележки, мм — 1940
- База вагона, мм — 7500
- Диаметр колеса, мм — 710
- Площадь низкого пола, % от общей площади — 25 %
- Напряжение контактной сети, В — 550
- Масса, кг — 19 500
- Наполняемость максимальная, чел. — 175
- Система управления — Асинхронный тяговый частотно-управляемый привод на IGBT-транзисторах
- Тип двигателя (кол-во × мощность, шт × кВт) — 4 × 50 кВт, АТД-3,2
- Вид тормоза — эл/дин. пневмомехан. рельсовый
- Тип токоприемника — полупантограф СБК-3М

## Модификации

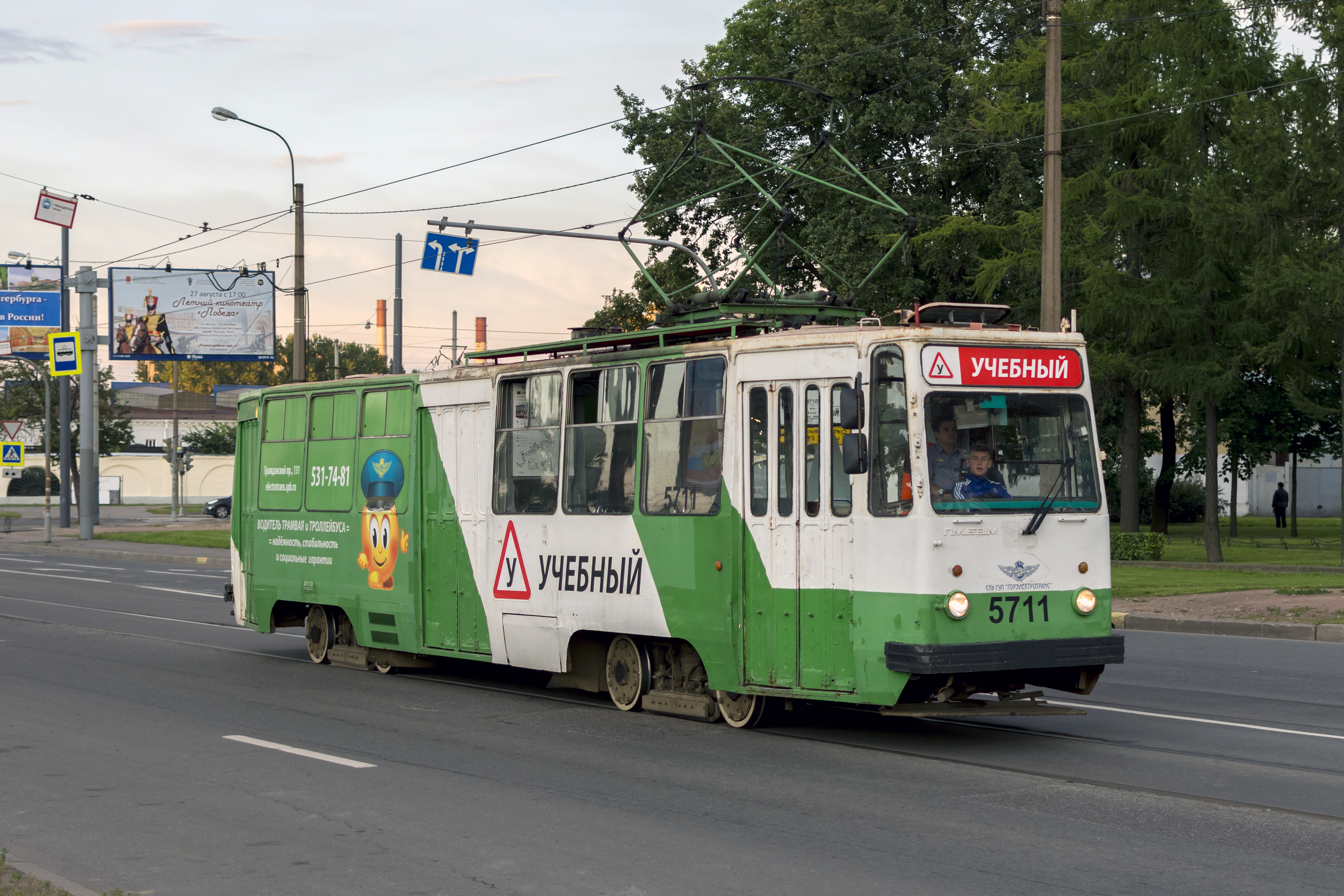
Учебный вагон № 5711

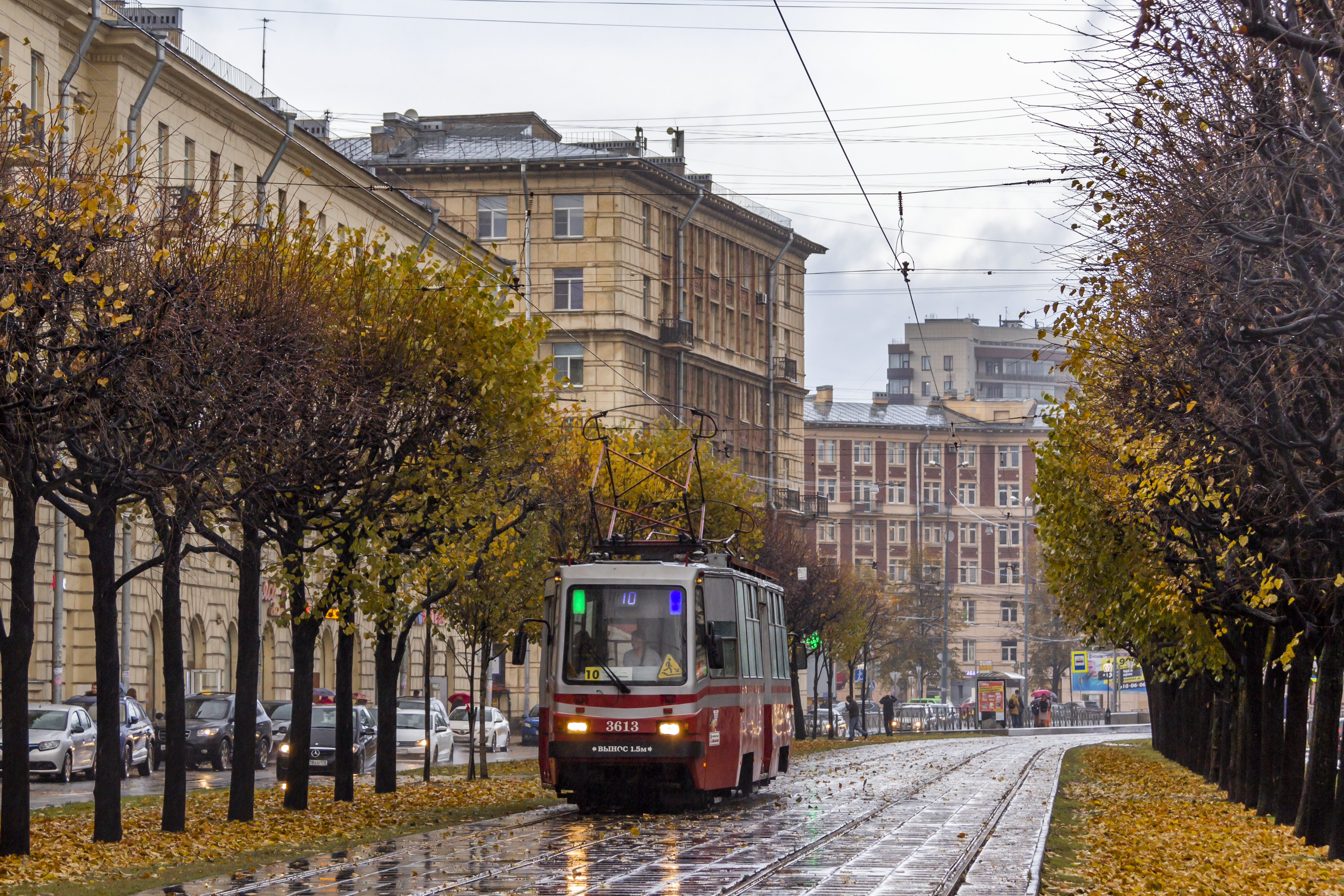
Трамвай ПР с бортовым номером 3613, прошедший капитальный ремонт

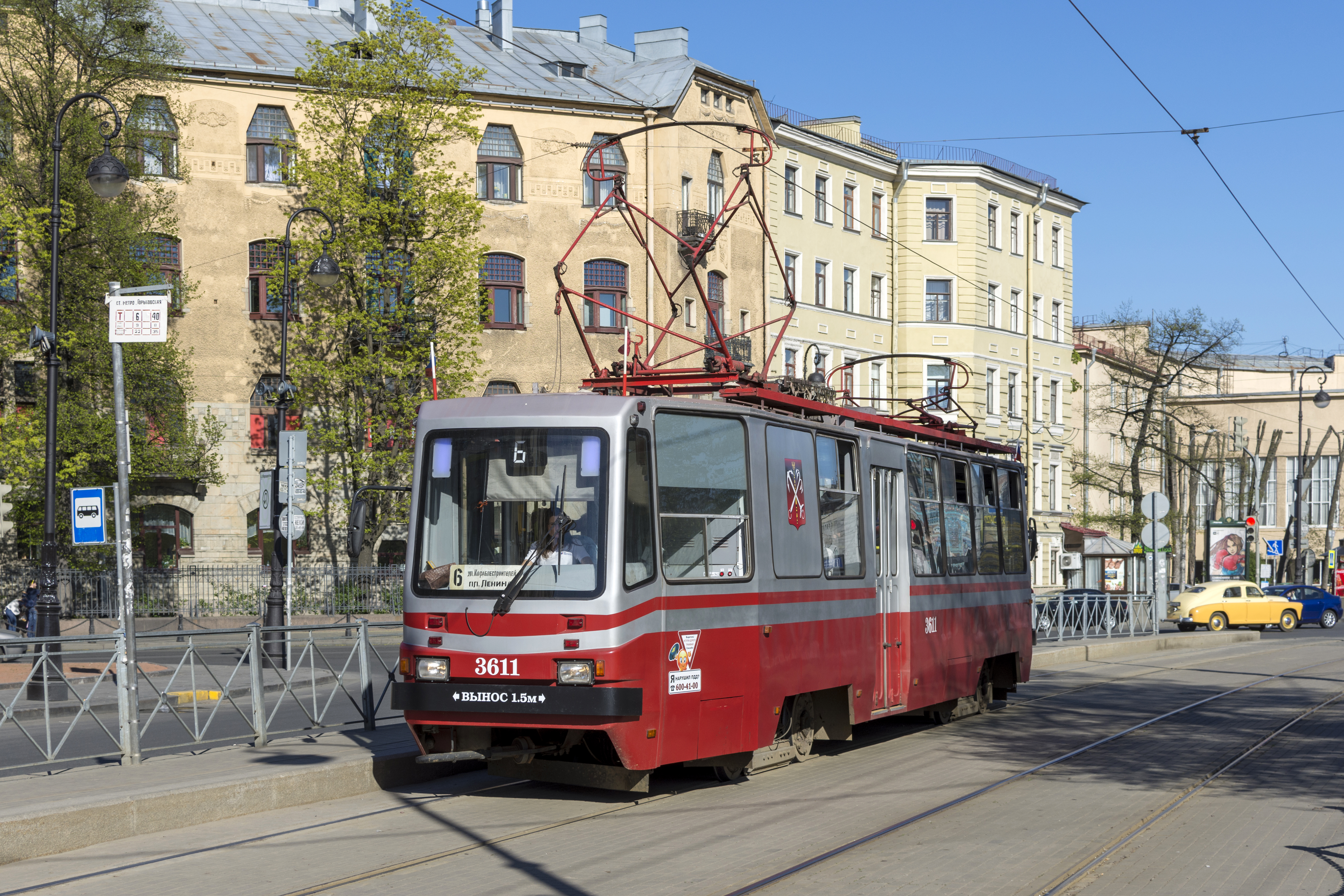
71-88 № 3611

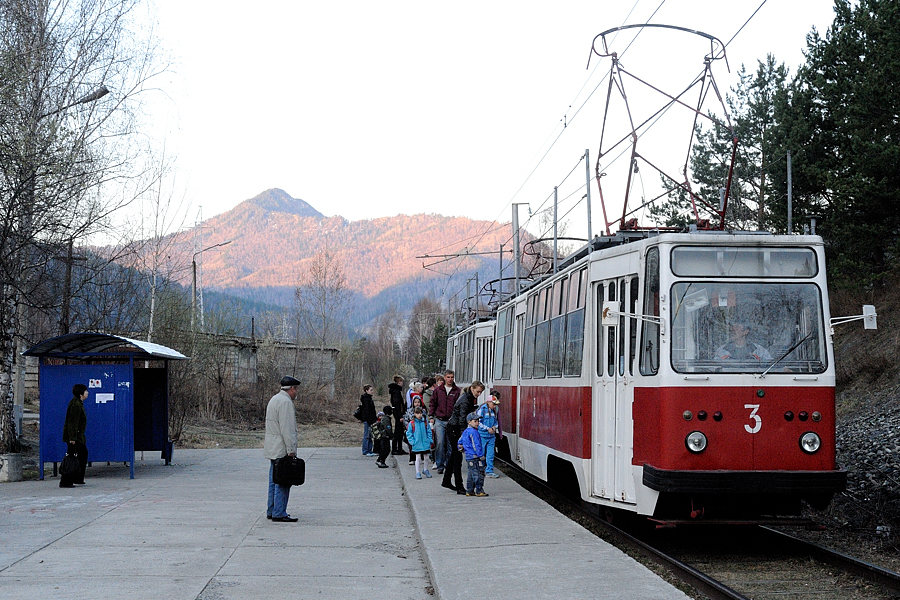
СМЕ из 71-88 (3+4) на линии Черёмушкинскинского трамвая (Хакасия)

### ЛМ-68М «Учебный»
Односторонний учебный вагон, построенный таким изначально на ВАРЗ (ПТМЗ). Отличия от обычного линейного вагона следующие:
- установлено дополнительное сиденье и контроллер для инструктора, позади обычного места водителя;
- стенка кабины перенесена ко второй двери;
- частично вынесено в салон электрооборудование;
- изменена схема окраски.

Учебный вагон с бортовым номером 1740 прошёл модернизацию по проекту ЛМ-68М2, теперь является пассажирским.
Вагон с номером 5710 прошёл модернизацию по проекту ЛМ-68М2 с установкой асинхронного тягового привода.

Вагон с бортовым номером 3700 в ходе технического ремонта был окрашен по схеме «зелёный слон», оборудован электронными маршрутоуказателями (ЭМУ).

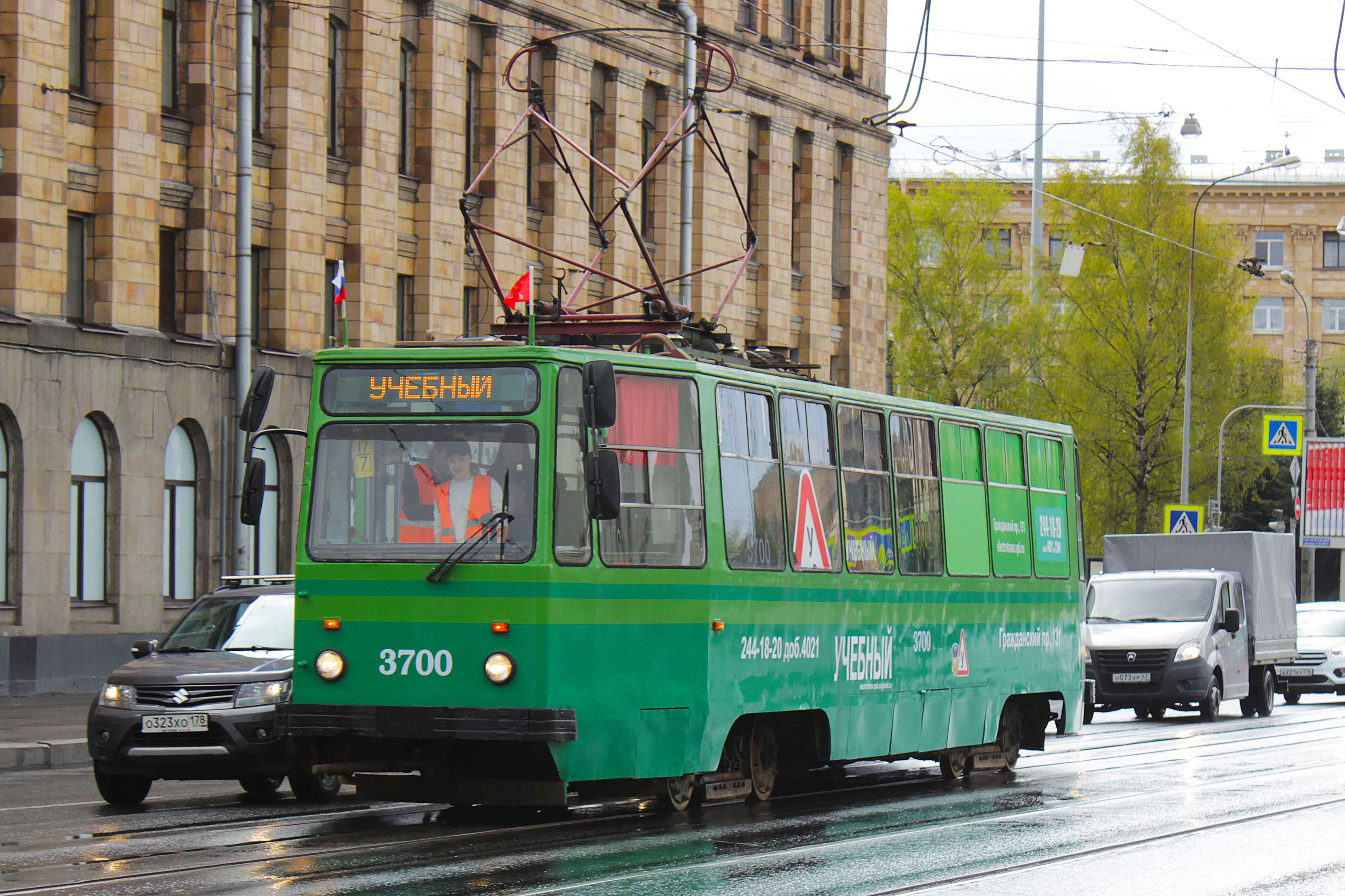
Учебный вагон 3700
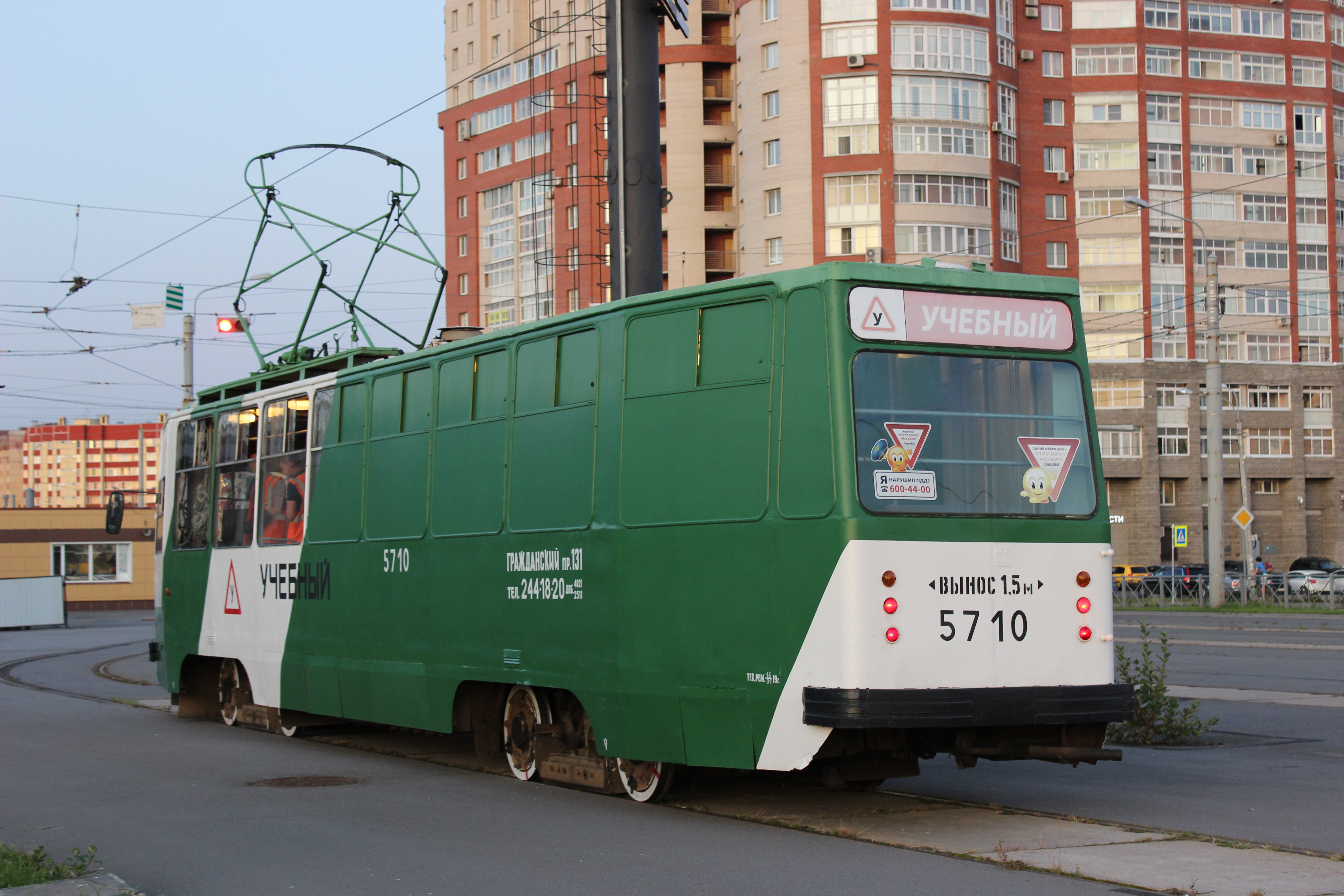
Учебный вагон 5710
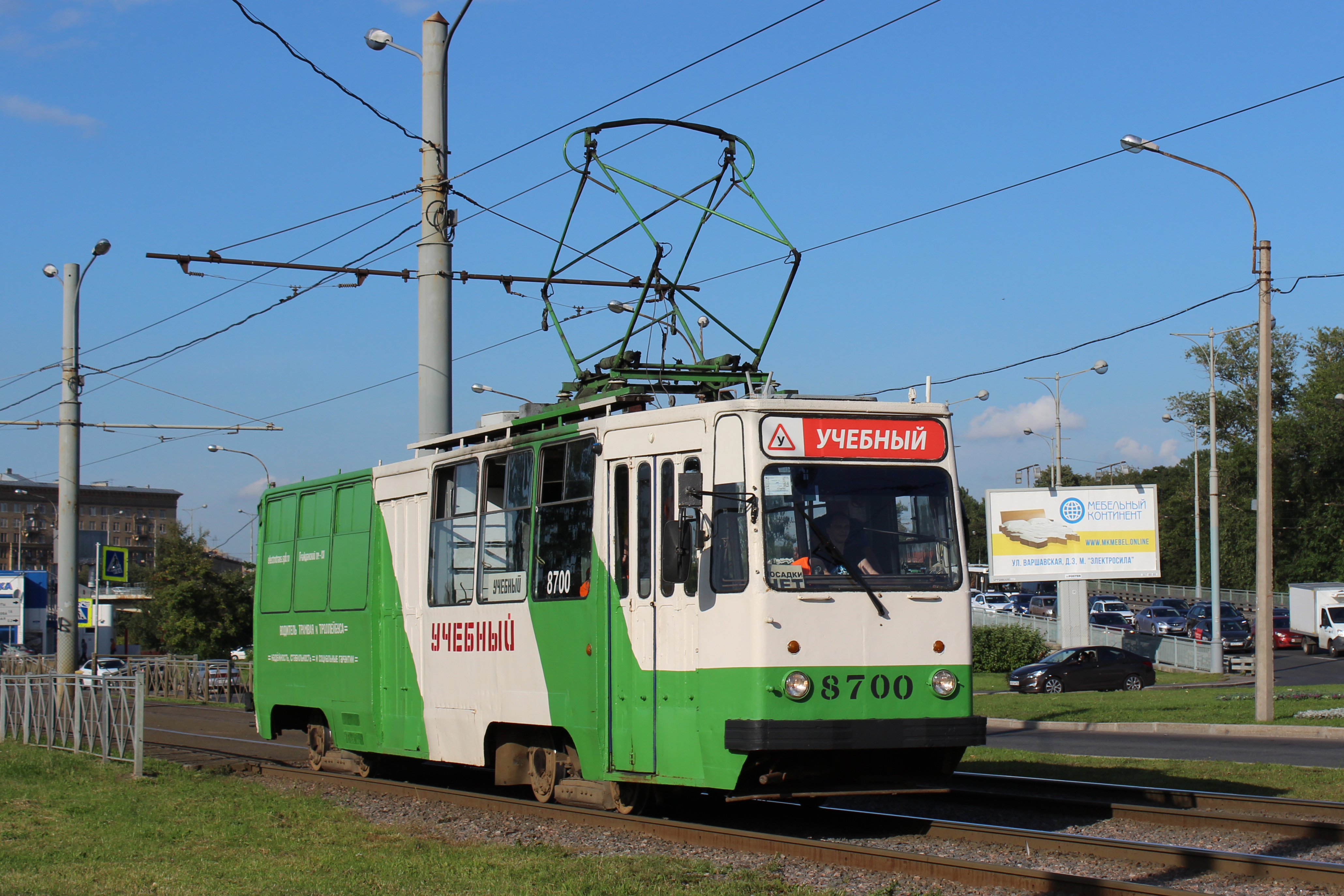
Учебный вагон 8700
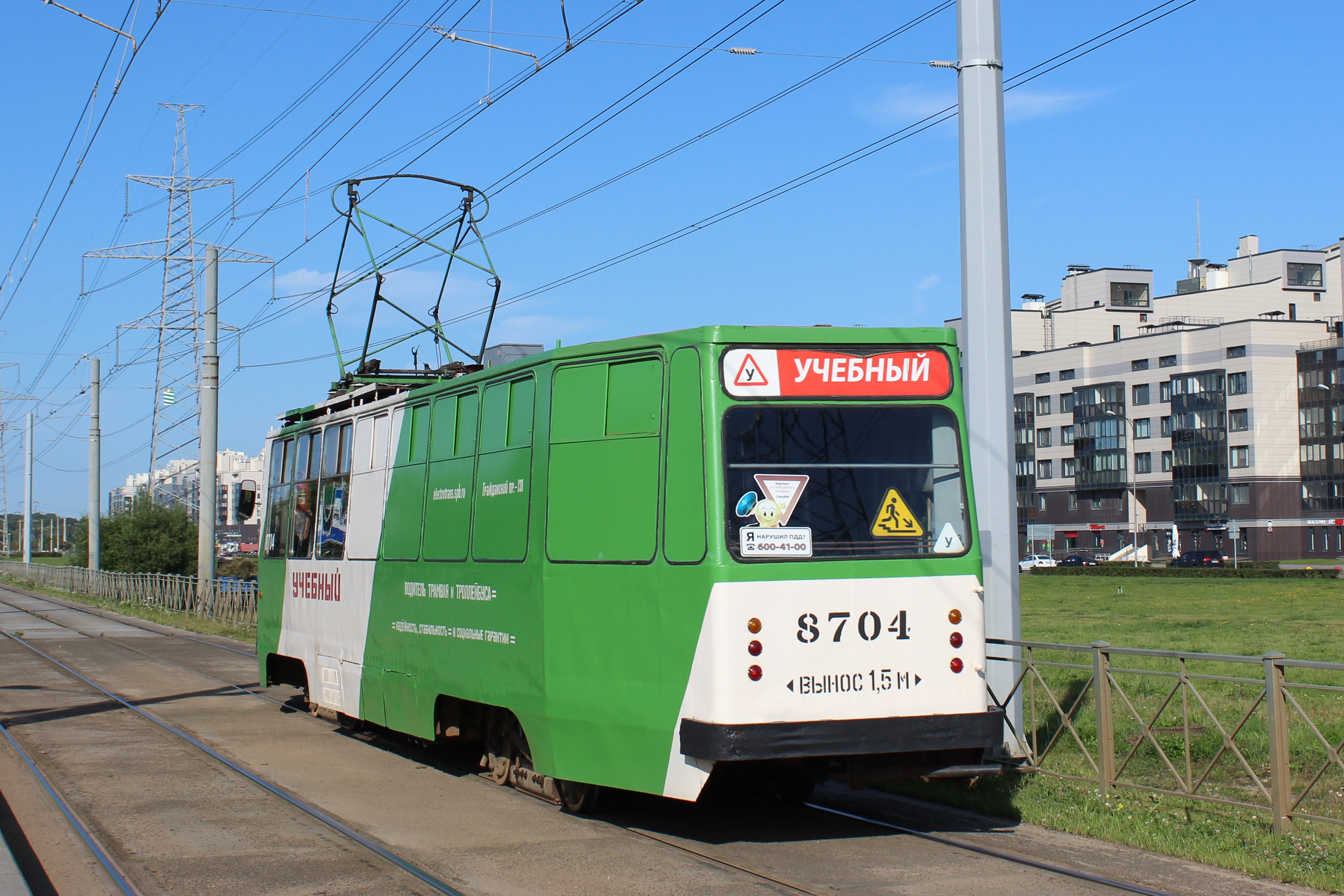
Учебный вагон 8704

### 71-88
Это двусторонняя, двухкабинная версия ЛМ-68М. Эксплуатируются в Черемушках (Саяно-Шушенская ГЭС) и в Санкт-Петербурге. C 1988 по 1992 было построено 13 таких вагонов. Вагоны получили вторую кабину в задней части. С обеих сторон по две двери. На крыше установлено два пантографа, часть электрооборудования расположена в салоне в шкафу за одной из кабин водителя. Шесть таких вагонов были направлены для эксплуатации в посёлок Черёмушки. В Ленинграде, а позже в Санкт-Петербурге двухсторонние вагоны использовались в пассажирском движении во время ремонтов, но в основном стали использовать для развозки рабочих парков и буксирами.
В ноябре-декабре 2015 года был проведён капитальный ремонт вагонов 71-88 (модификации 23М, вагон № 3613 — 18М) № 1703, 1704, 5705, 7124 и 3609. В ходе КВР была полностью изменены кабины водителей, заменены их маски, двери, поручни, напольное покрытие, освещение и сидения, добавились маршрутоуказатели и система автоинформатора. Позже все вагоны были переданы в трамвайный парк № 3. Отремонтированные вагоны получили индекс ЛМ-68МЧ (также встречается наименование ТС-77).
16 марта 2016 года вагон № 3609 вышел на 40 маршрут. До этого вагоны 71-88 (в частности, № 2125) эксплуатировались в пассажирском движении только при ремонте путей в Приморском районе по маршруту «Байконурская улица — улица Шаврова», на проспекте Науки в 2001, на Васильевском острове в 2005—2006 годах.
Вагоны эксплуатируются в трамвайном парке № 3 (№ 3609 — 3614). Вагон 2125 является музейным.

### ПР
Путеремонтные двухкабинные вагоны на базе ЛМ-68М, схожие конструкцией с вагонами 71-88, однако имеют среднюю дверь только по одному из бортов, эксплуатируются в качестве ночной развозки, буксира и сварочных. Было построено около 30 вагонов. В настоящее время эксплуатируются 10 вагонов в Санкт-Петербурге, один из них (№ 3613) прошёл КВР со врезкой недостающей для пассажирской работы двери.

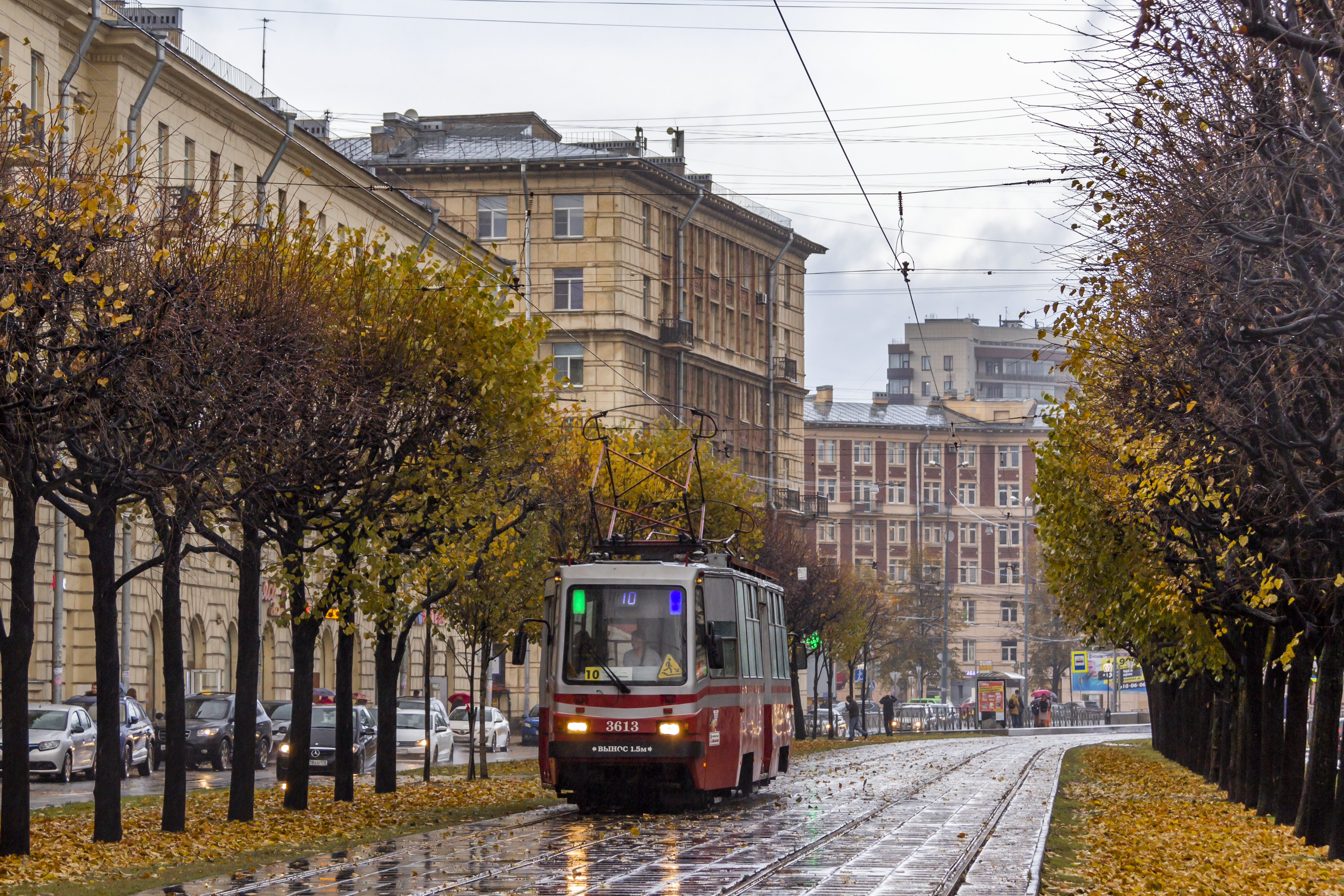
Вагон ПР №3613 прошедший КР. Бывший служебный.
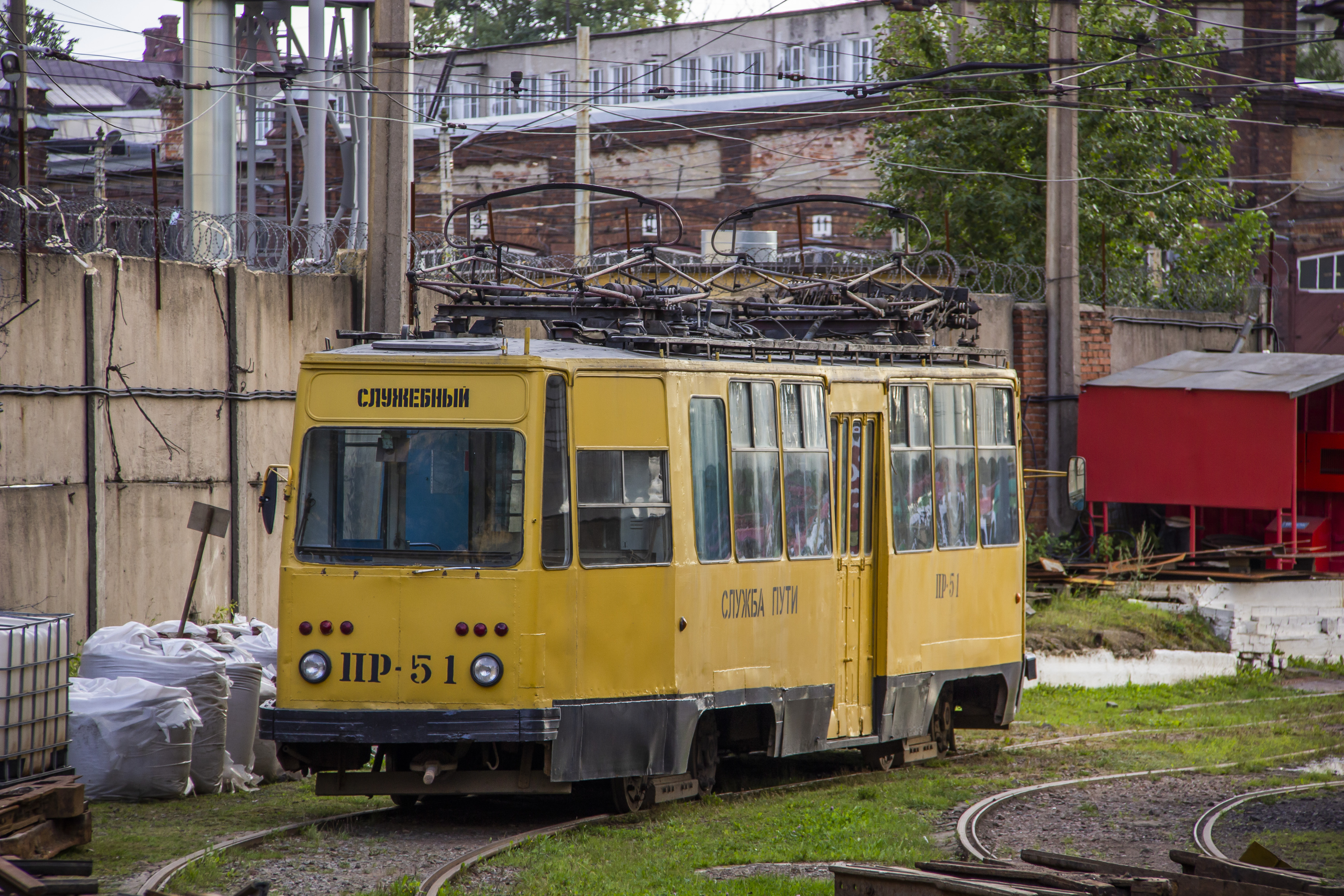
Служебный вагон ПР-51
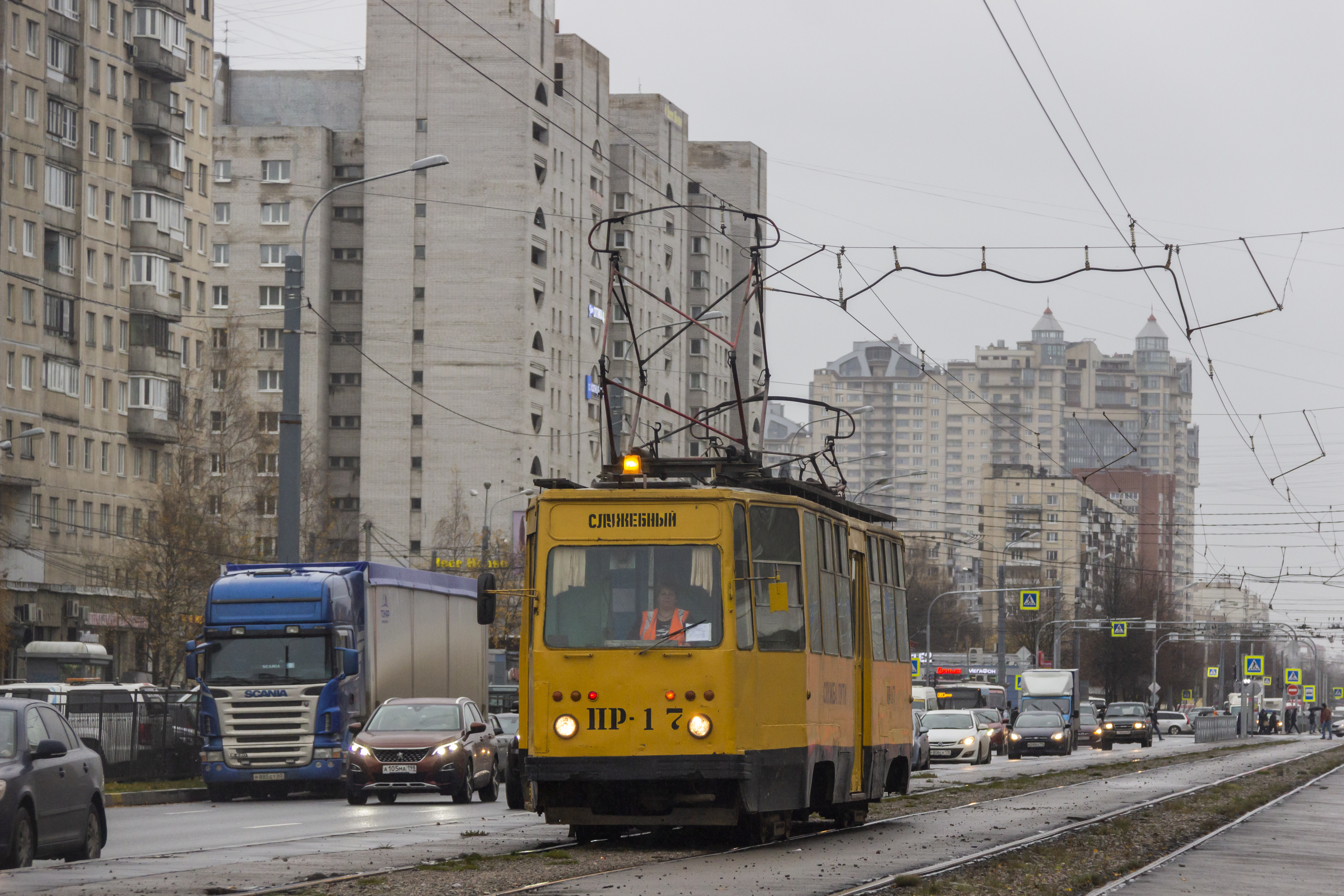
Служебный вагон ПР-17
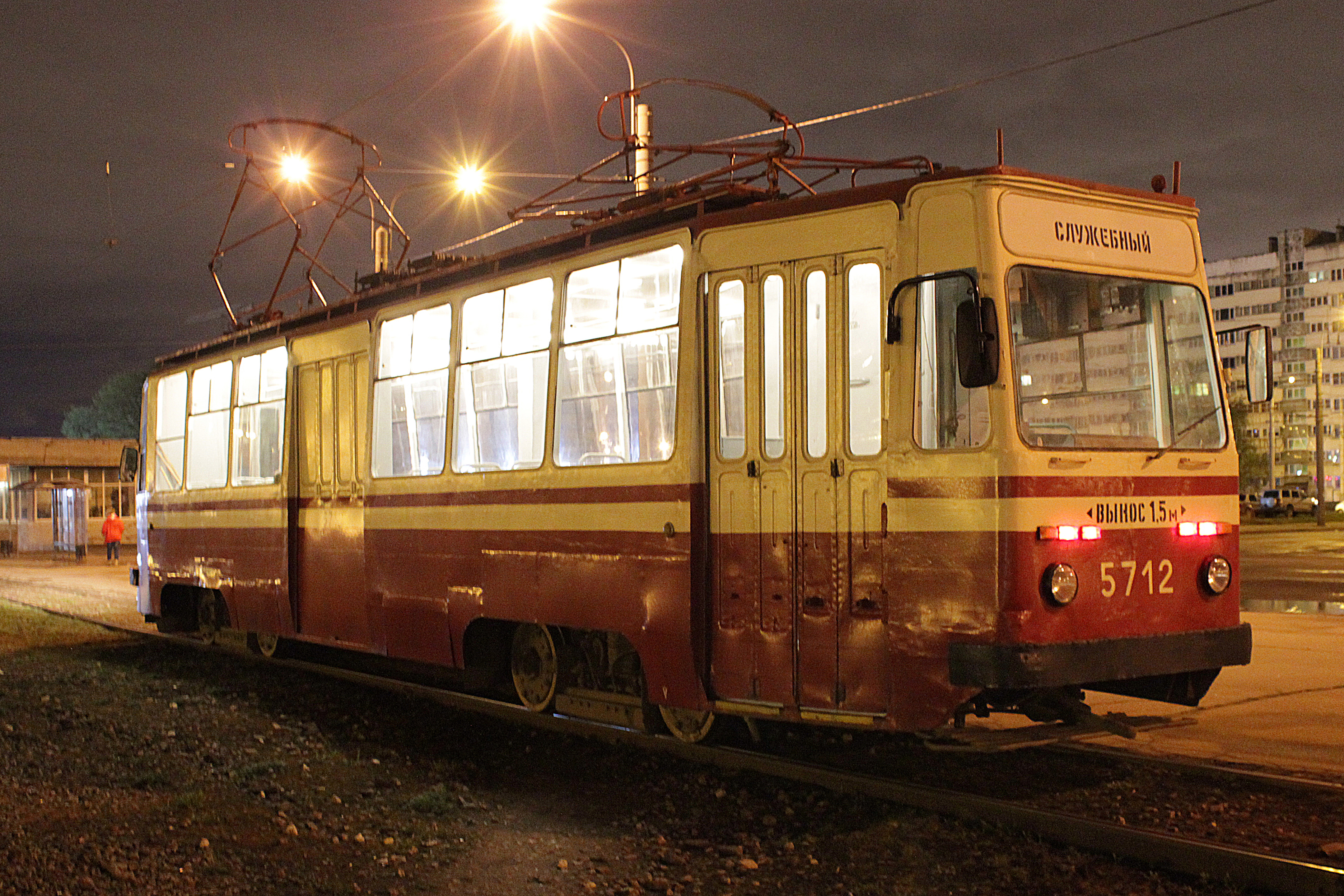
Служебный вагон ПР в окрасе "Слон" на ночной развозке

## Модернизация

### ЛМ-68М2
С мая 2012 года производится глубокая модернизация вагонов ЛМ-68М силами «Горэлектротранса». Первым был модернизирован вагон № 7577. Модернизация включает замену кузова, электрооборудования и салона. Вагон получает асинхронный тяговый двигатель, вклеенные стёкла, низкопольную площадку в задней части и электронные маршрутоуказатели. При модернизации использовались два варианта масок и окраски, один из которых имитировал внешний вид вагона ЛМ-57. Два вагона, получившие индекс ЛМ-68М2, модернизировались на ОЭВРЗ и имеют значительные отличия в конструкции.
Доказано, что на бортовом компьютере этой модификации можно запускать игру Doom 2.

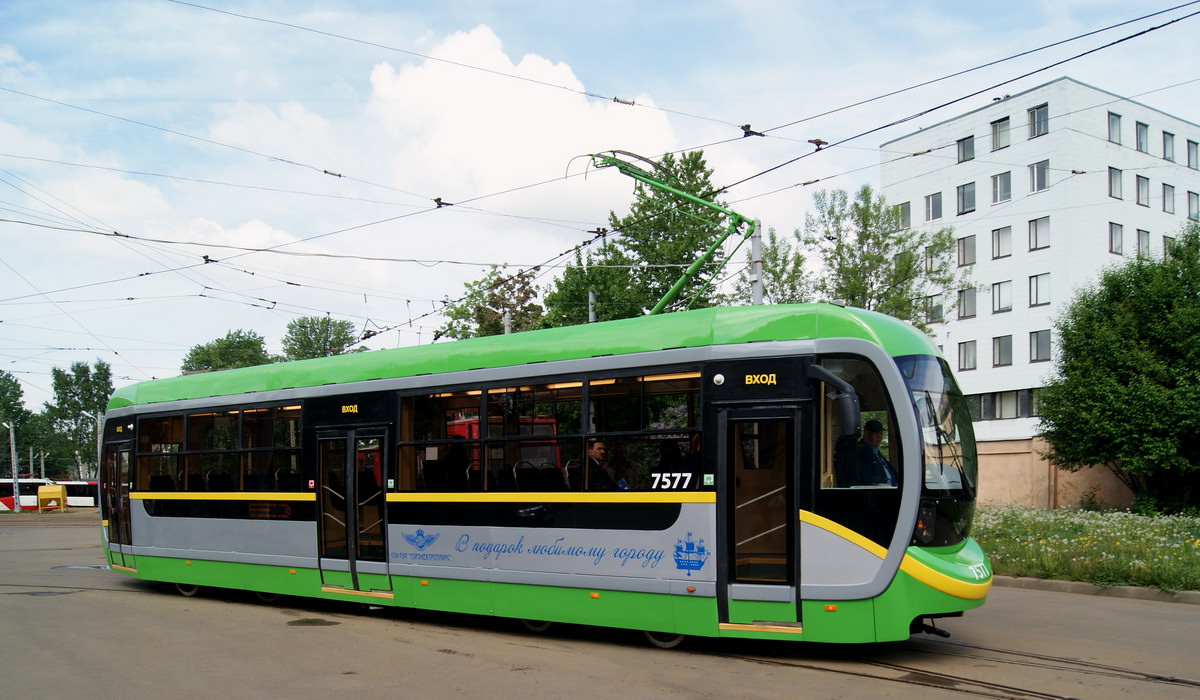
Вагон ЛМ-68М2 № 7577
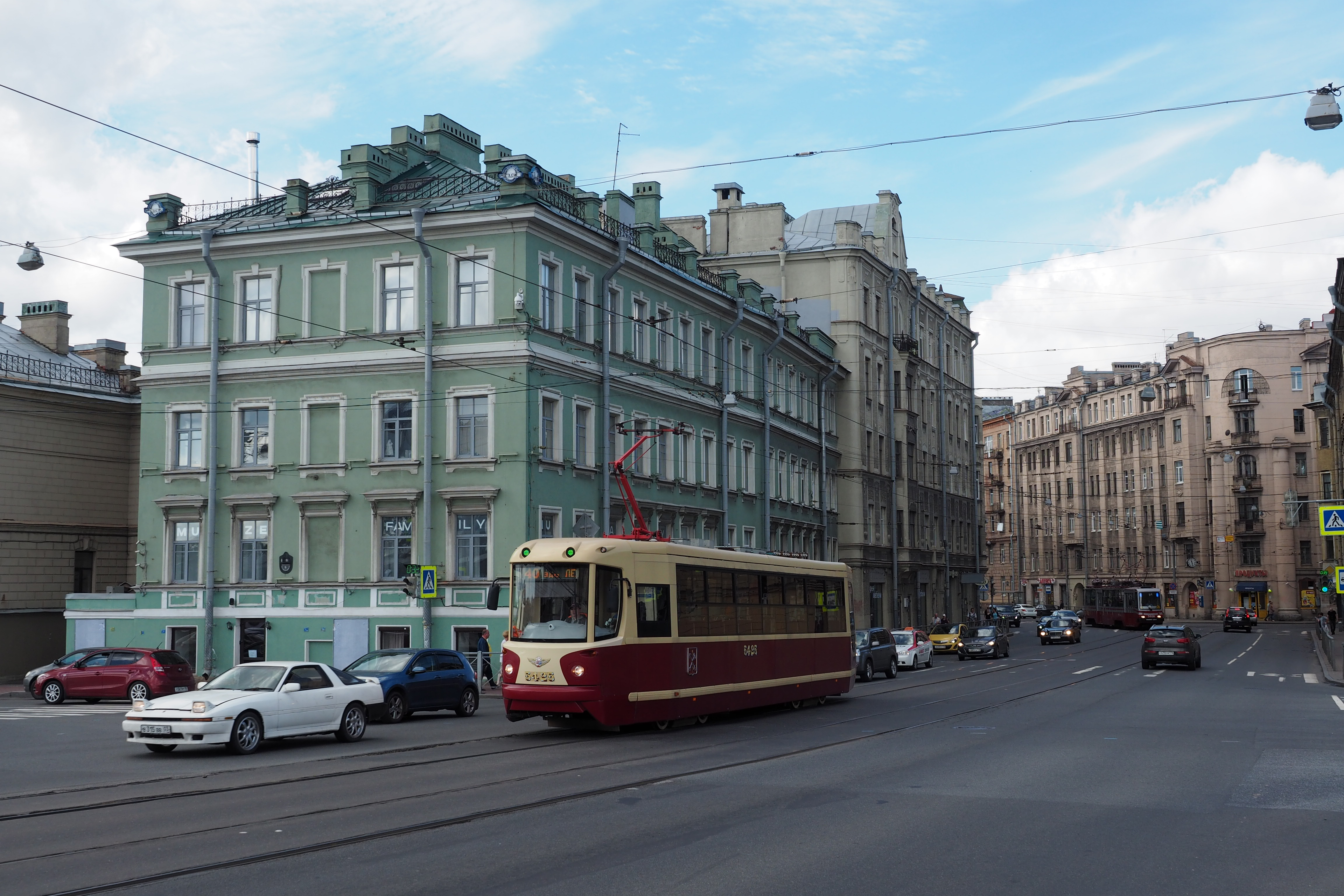
Вагон ЛМ-68М2 "Ретро" № 5425
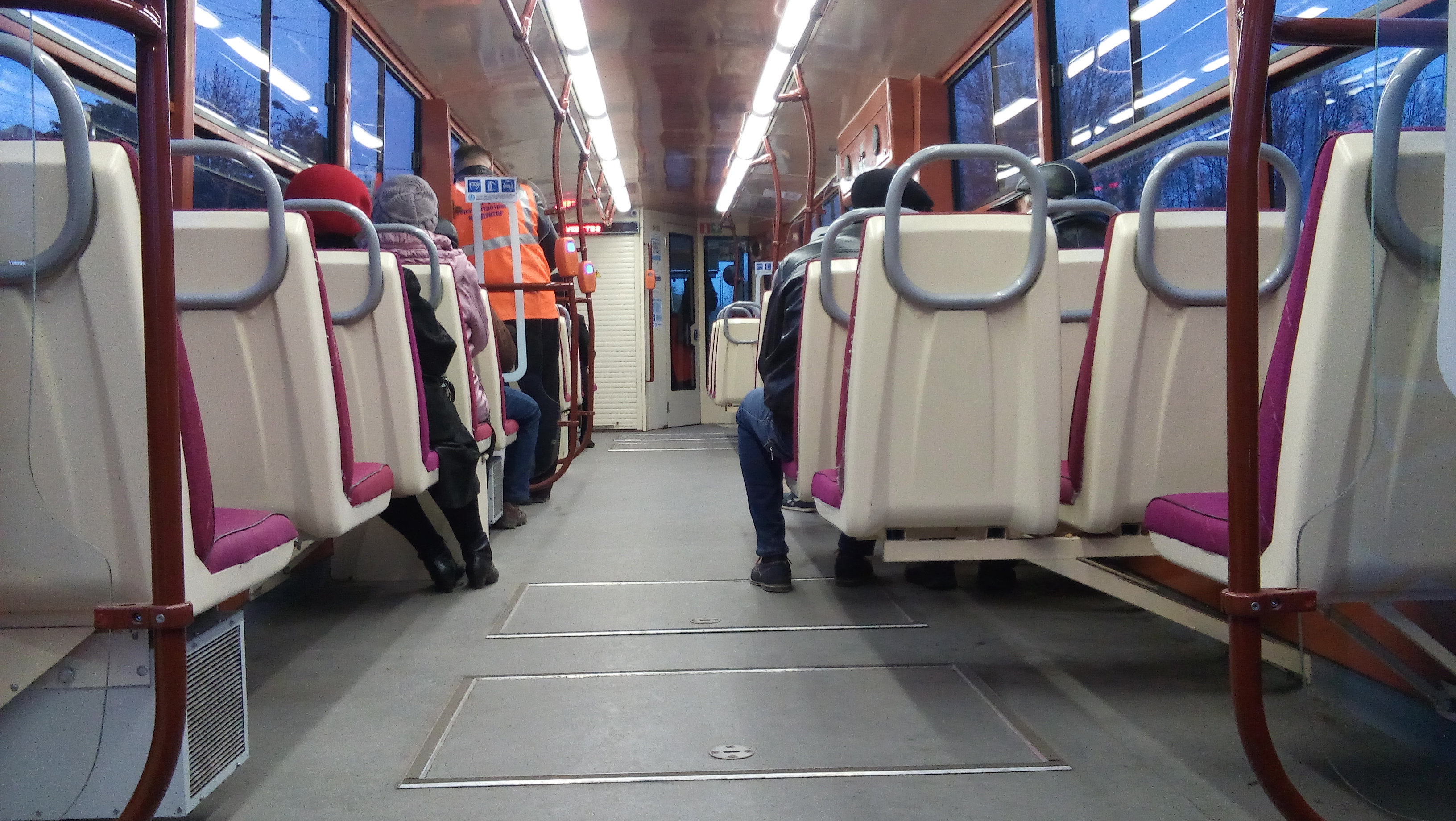
Салон ЛМ-68М2

### ЛМ-68М3

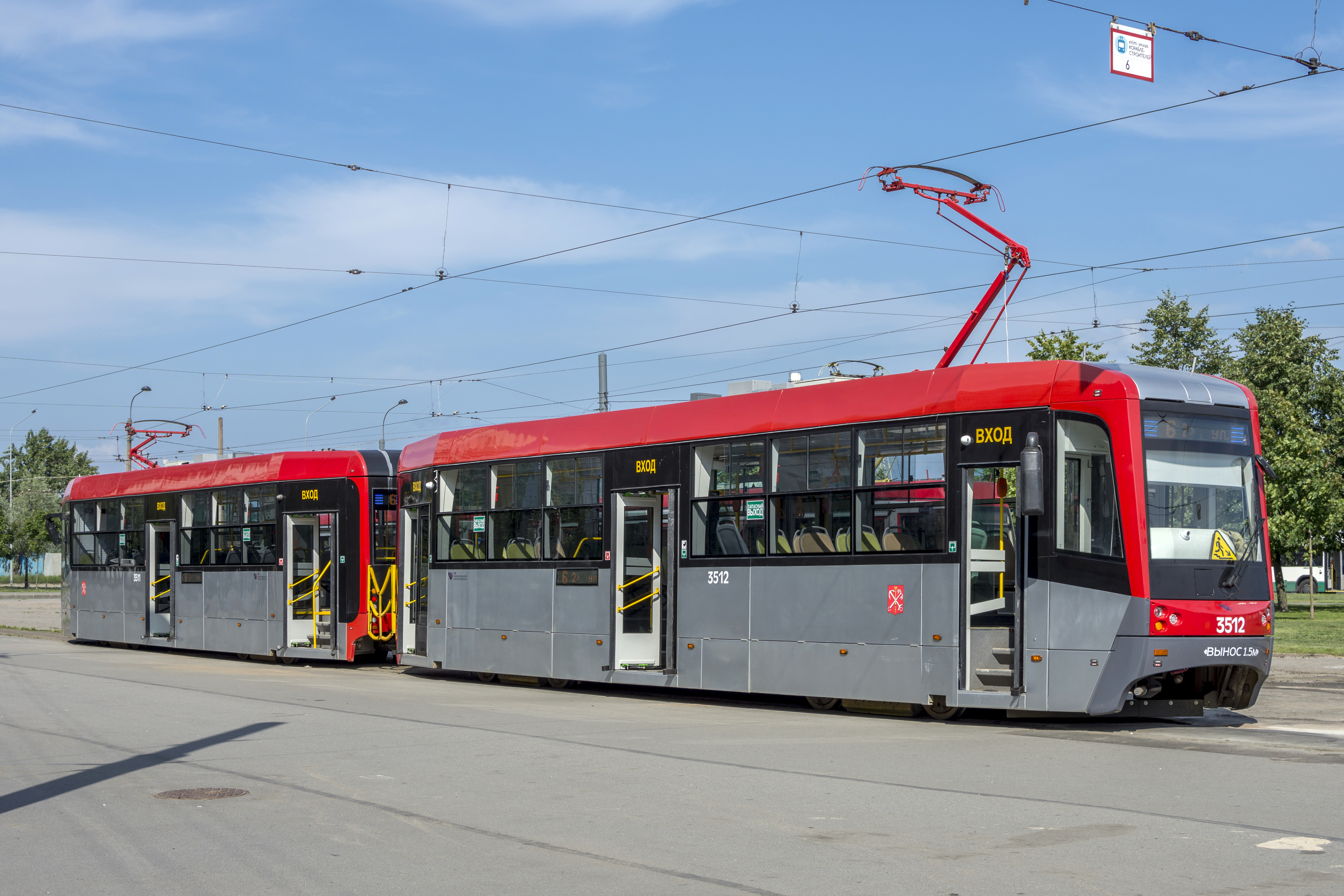
Вагоны ЛМ-68М3 № 3511 и 3512

Двусторонняя версия вагона ЛМ-68М2 с новым дизайном. Низкопольная площадка перенесена в центр вагона. Вагон имеет 3 двери справа и 2 двери слева. Предназначены для работы в СМЕ в челночном виде. Вагоны модернизированы на ОЭВРЗ. Первые 2 вагона № 5426 и 5440 пришли с двумя дверями с обеих сторон. Позже, по требованию заказчика, в трамвайном парке № 1 им была врезана третья дверь по правому борту.
В настоящее время вагоны эксплуатируются в трамвайном парке №3 (№ 3501-3502, 3509-3510, 3513-3514) и в трамвайном парке №7 (№ 7250-7257).

### ТС-77
Модернизированный вариант вагонов 71-88, производимый с 2015 года. Эксплуатируются в трамвайном парке № 7 (бортовые номера 7220-7222; 7230-7241). Вагон 7240 имеет передние маски и окрас, аналогичные ЛМ-68М2 в ретро-варианте. Вагон 7241 имеет кузов, не имеющий фальшбортов у тележек и пластиковых кузовных элементов. Вагоны 7220, 7221 и 7222 модернизированы из ЛМ-99К.